# Virginia Rocha
Virginia Rocha (El Castillo, 20 de octubre de 1970), más conocida como la Corocora del Llano, es una cantante, coplera de la música llanera y compositora colombiana.

## Biografía

### Nacimiento e infancia
Virginia Rocha nació en las costas del río Ariari, en la región del Ariari, (departamento de Meta), proviene de familia de "cantaores". Es hija de Antonio Rocha G. (Q. E. P. D.) y de Yolanda Rocha, de esencia netamente Campesina, desarrolla su talento artístico cantando entre los corrales, en las madrugadas ordeñando las vacas, entre ellas su consentía: Carmenza, que ella recuerda mucho porque era la más mansa, la ordeñaba sin Manea, y La Azuleja, ella la recuerda mucho, porque era demasiado brava, que casi mata a su señora madre; pero con sacrificio lograba sacarles la postrera, pa'l café del desayuno pa' toda la peonada del fundo. Cantaba recogiendo los caballos, cantaba ensillándolos, cantaba en las tardes achicando los becerros, cantaba cargando leña, cantaban en el río, junto a su hermanita Nancy, y con la compañía de su radiecito viejo, un Sanyo, recuerda ella, que era su alegría, escuchar música, sintonizaba mucho "La voz del llano", de Villavicencio, y La voz de la conquista, de Granada, Meta, escuchaba Canciones de Luis Ariel Rey Roa, Guayabita, Dumar Aljure, Catira Casanareña, Cholo, Quita Resuello, Juan Farfán, Vengo del Llano regendiendo pajonales, cruzando caños y esteros, calcetas y mastrantales,...  y otros joropos, que no recuerda ya, también rancheras, popular, vallenatos, romántica, bailable, era su discoteca viajera, entre la brisa de la tarde. Junto al bramar de las vacas, cuando su madre, las mandaban a lavar la ropa de sus hermanitos y de su señor padre, al río; además cantaba sobre una burrita mojina, su compañera de mil caminos, cuando la mandaban con rumbo hacia el topochal, a llevar los topochos y las yucas pal sancocho y el almuerzo de los obreros o peones y toda su familia; en épocas de cosecha del maíz le tocaba ir a traer el maíz jojoto  pa' las arepas, con quesito molido. Pilar maíz pa' las arepas. Pilar, tostar y moler café, pal guayoyito de la peonada (obreros). Entonaba sus garganta silbando sus melodías campesinas, por esos caminos reales. También utilizaba sus silbidos, para ubicarse con su hermanito Marcos, cuando se perdían en su fundos: El Ecuador y La Argelia, inmensas tierras de su señor padre. Cuenta también que su padre, le enseñó a herrar los caballos, y a balonarlos y a curarles el hormiguillo. Así mismo a curarle la queresa (gusanos) a los becerros, a destoconar los toros bravos, y hasta caparlos. El trabajo duro y constante en el campo, la forman una mujer muy guapa, valiente, fuerte y muy ruda, de un carácter fuerte, y una personalidad recia. Su madre, la enseña desde muy niña a las labores de la cocina criolla, con el buen sabor campesino, sabe preparar un sancocho, aliñado con cebollín y pior es nada. Termina su primaria con mucha dificultad y esfuerzo, donde le tocaba caminar una hora, de a pata, cruzar ríos crecíos, anduvo a pata limpia, hasta los 16 años, (palabras textuales de ella)..., por ello tiene cicatrices hasta en sus piernas, llevaba sus alpargatas, con sus cuadernos, y un caucho por si llovía. Su lonchera era una bolsita de plástico donde recuerda que su abuela Ana Vitalia Rocha, (1909-2015), le empacaba plátano asado y buen pedazo de carne al humo, oriada, asada y el jugo era guarapo de caña, molida, o limonada. Junto con su mejor amigo: su hermanito Marcos y otros niños de la vereda, que en el camino se iban encontrando, lograban llegar a la escuelita Camilo Torres. Se lavaba sus paticas y se ponía sus alpargatas; cuando no llevaba sus tareas, por la falta de tiempo y el exceso de trabajo y duro en el campo; sus maestros la maltrataban con una vara de guayabo, que sus profesores la llamaban María Juetazo, además la ponían de rodillas sobre un arenal, y en cada mano un ladrillo, durante casi una hora. Anduvo de a pata hasta los 16 años, se logró poner unos tacones y con mucha dificultad, llegando a los 18 años.
Inicia su vida artística en concursos y encuentros Veredales, y se sube por primera vez a una tarima muy criollita hecha con tablas de madera, en el año 1979, en donde logra salir triunfadora, llevándose el primer lugar. Organizado por la Coordinación Educativa del Ariari, de Granada, Meta. 
La guerra y la  violencia en la región, el maltrato sufridos en su infancia, además del abandono del Estado, y la falta de oportunidades, la obligan a emigrar a la ciudad, y aunque con difícil adaptación, hasta en la comida, logra iniciar sus estudios secundarios. Inicia su vida artística en concursos y competencias Veredales, Municipales, Regionales, Nacionales e Internacionales, 
hasta lograr convertirse en una cantante profesional con un estilo muy criollo y genuino y que con el apoyo de Dios y su familia, hoy ha logrado estar entre las mejores del canto llanero colombo-venezolano.
Su género musical preferido es el folclor llanero (de los Llanos orientales colombo-venezolanos.
Es compositora, coplera y deportista ("coleadora") del Llano.
La prensa amante del folclor llanero la ha bautizado La Corocora del Llano.
Canta música folclórica típica de su región: corríos, pasajes, pajarillos y cunavicheros.

## Carrera
Ha estado en eventos folclóricos colombo-venezolanos, en Arequipa (Perú), Panamá, Holguín y La Habana (Cuba), Michoacán, Guanajuato y Jalisco (México), y varias ciudades de la provincia de Córdoba (Argentina).
Es coleadora: torea, monta muy bien a caballo, enlaza y manea.
Se ha destacado como coplera: se defiende muy bien como improvisadora, cuenta con una mente ágil y relancina, para describir y dibujar en un verso lo hermoso de la llanura y sus costumbres.

### Discografía
Ha grabado 6 álbumes:
- 01  TE ACONSEJÉ CORAZÓN               *1.998
- 02  LA MUJER DEL LLANERAZO            *2.005
- 03  VERSOS POR CARAJAZOS              *2.009
- 04  ÉXITOS COROCOREÑOS                *2.013
- 05  CAMPIRANA                         *2.014
- 06  POR LA SOMBRITA                   *2.017

Como compositora cuenta con varios temas grabados:
- «Soy el sentir de mi tierra»
- «Yo soy la propia veguera»
- «Se cansó mi corazón»
- «Cabresteando sentimientos»
- «Mi tristeza y mi dolor»
- «La negra sangre liviana».

## Premios y reconocimientos
En toda su carrera ha participado en unos ochenta festivales internacionales, en los que ganó en diferentes modalidades: baile criollo, voz pasaje sabanero y voz recia.
- Festival del Retorno, en Acacías (departamento de Meta)
- El Corrío Llanero, en Puerto Carreño (departamento de Vichada)
- Turístico y Folclórico, en San Martín (departamento de Meta)
- La Bandola “Pedro Flórez”, en Maní (departamento de Casanare)
- Alma Sabanera, en Aguazul (departamento de Casanare)
- El Canoero, en Puerto López (departamento de Meta), ganadora en tres años consecutivos
- La Cachama, Puerto Gaitán (departamento de Meta)
- El Curito, en Primavera (departamento de Vichada)
- El Cachicamo, en Santa Rosalía (departamento de Vichada)
- Mi Llanura, en Paz de Ariporo (departamento de Casanare)
- El Rodeo, en Tauramena (departamento de Casanare)
- La Sabana, en Villanueva (departamento de Casanare)
- El Silbón de Oro y Plata, en Guanare, estado Portuguesa (Venezuela).